# 帕里科尼亚
帕里科尼亚是巴西阿拉戈斯州的一个市镇。总面积260.86平方公里，总人口9499人，人口密度36.4人/平方公里。